# 杨凌农业高新技术产业示范区
杨凌农业高新技术产业示范区，简称杨凌示範区或杨凌区，是中华人民共和国唯一的农业高新技术产业示范区，1997年7月29日在咸阳市杨陵区成立，由陕西省直辖，并和23个中央部委共管，行政级别為地级，具有省級經濟管理權，部份省級行政管理權，管辖县级杨陵区，但因为其作为农业示范区的特殊性，尚未被主管行政区划的民政部单独列为行政区，仍将杨陵区划属咸阳市。

## 历史沿革
杨凌被认为是中华农耕文明的发祥地。传说，是中国历史上最早的农官——后稷主要活动的地方。1934年，辛亥革命元老于右任在杨凌创办了中国西北地区第一所农业高等专科学校——国立西北农林专科学校，即现在西北农林科技大学的前身。
1997年7月29日，经国务院批准，国家杨凌农业高新技术产业示范区在咸阳市杨陵区正式成立。2017年，该示范区的部分区域被规划为中国（陕西）自由贸易试验区的一部分。

## 高等教育
- 西北农林科技大学
- 杨凌职业技术学院

## 旅游观光
杨凌是国家旅游局命名的“首批全国农业旅游示范点”。区主要景点包括，
- 西北农林科技大学博览园 —— 园内拥有亚洲最大的昆虫博物馆；
- 杨凌水上运动中心；
- 新天地农业科技示范园；
- 杨凌现代农业示范园区。

## 友好城市
- 荷蘭兰辛格兰[2]